# Peter Ouwens
Pieter Antonie Ouwens (Ámsterdam, 14 de febrero de 1849-Buitenzorg, 5 de marzo de 1922), fue un militar y científico neerlandés, director del Museo Zoológico y Jardines Botánicos de Java. Es conocido por ser el autor de la primera descripción formal del dragón de Komodo (Varanus komodoensis) en 1912.

## Biografía
Nació en Ámsterdam el 14 de febrero de 1849; era hijo de Pieter Anthonis Ouwens, contable en Ámsterdam, y Caroline Reiniera Nagels. Estudió en la Real Academia Militar de Breda a partir de 1867. En 1871 es promovido a teniente de infantería en las Indias Orientales Neerlandesas y en 1883 fue ascendido a capitán. En enero de 1879 se casó con Johanna Vosmaer en Banda Aceh, Indonesia. Se divorciaron un mes después del nacimiento de su único hijo en 1882 en Salatiga y posteriormente se casó con Jeanne Dikkers en diciembre de 1883 en Purworejo. Se volvió a casar en 1902 con Anna Josephina Soesman.

## Dragón de Komodo
Siendo director del Museo Zoológico de Buitenzorg (actualmente Bogor), recibió una fotografía y dos metros de piel de un dragón de Komodo enviados por el teniente Jacques Karel Henri van Steyn van Hensbroek, que había sido el primer occidental en observar a estos varánidos y a quien le habían asegurado que podía llegar a alcanzar seis o siete metros de longitud. Ouwens envió a un colector a la isla de Komodo para conseguir uno de estos animales, quien regresó a Java con dos adultos y dos ejemplares jóvenes. Ouwens describió a la especie con el nombre científico Varanus komodoensis en una publicación de 1912.
Ouwens recibió el título de Oficial de la Orden de Orange-Nassau. Murió en Buitenzorg en 1922.